# America's Cup 1871
America's Cup 1871 var den anden sejlsportskonkurrence om America's Cup-trofæet. De forsvarende mestre, New York Yacht Club, var blevet udfordret af Royal Harwich Yacht Club fra England, og sejladsen blev afviklet som en match race-serie bedst af syv sejladser.
Amerikanerne stillede med båden Columbia, ejet af Franklin Osgood, mens englændernes båd var James Lloyd Ashburys Livonia. Konkurrencen blev afviklet i oktober 1871, og Columbia vandt de to første sejladser. Men båden blev beskadiget i den anden sejlads, og skaderne medførte at båden mistede masten i den tredje sejlads, som det engelske båd dermed vandt. Columbias plads som forsvarende båd blev derefter overtaget af Sappho, som vandt de efterfølgende to sejladser og dermed afgjorde serien med 4-1 til fordel for New York Yacht Club.
På flere måder gav 1871-udgaven af America's Cup en forsmag på mange af de juridiske kampe, som kom til at præge America's Cup for eftertiden. I 1870 blev den engelske udfordrer anført af James Lloyd Ashbury tvunget til ene båd at konkurrere mod hele 16 amerikanske både. Efter at have konsulteret sine advokater, insisterede Ashbury på at den engelske båd i 1871 kun skulle konkurrere mod én amerikansk båd. Amerikanerne accepterede imidlertid kun udfordringen på den betingelse, at de til hver dags sejlads kunne vælge en passende båd den pågældende morgen. Ashbury protesterede under stævnet over såvel resultatet af sejladserne som sejladskomiteen der lagde banen. Han klagede endvidere over amerikanernes dårlig sportsmandskab og insisterede på at han faktisk havde vundet trofæet.